# Csáki Viktória
Csáki Viktória (Tiszalök, 1986. március 3.) magyar válogatott kézilabdázó, jobbszélső.

## Pályafutása

### Klubcsapatokban
Csáki Viktória Tiszalökön született és már általános iskolás korában, tíz évesen megismerkedett a kézilabda alapjaival. Két évvel később a helyi TVSE-nél játszott, a Debreceni VSC tizennégy éves korában igazolta le. A magyar élvonalban a 2002-2003-as évadban debütált. Az ezt követő időszakban kevesebb játéklehetőség jutott a számára, ezért a 2003-2004-es szezont a Derecske KK csapatánál töltötte kölcsönben. 2006-tól 2011-ig volt a DVSC meghatározó játékosa, a hajdúsági csapattal a bajnokságban és a Magyar Kupában is ezüstérmet szerzett. 2011 decemberében a francia Metz Handball játékosa lett. 2012 májusában visszatért a magyar bajnokságba, a Békéscsabai Előre NKSE játékosa lett. Két szezont töltött ott, majd az Alba Fehérvár csapatában folytatta pályafutását. 2016-ban két szezon erejéig visszatért Debrecenbe, majd ott fejezte be pályafutását 2018 nyarán. A DVSC színeiben 222 bajnoki mérkőzést játszott, ezalatt 563 gólt szerzett. Kétszer szerzett bajnoki ezüstérmet a csapattal és szerepelt a Bajnokok Ligájában is.

### A válogatottban
2010-ben főiskolai világbajnokságot nyert. A magyar válogatottban 2006-ban mutatkozott be, összesen 12 alkalommal viselte a címeres mezt, szerepelt a 2010-es Európa-bajnokságon

## Sikerei, díjai
- Nemzeti Bajnokság I:
  - Ezüstérmes: 2010, 2011
  - Bronzérmes: 2009
- Magyar Kupa:
  - Ezüstérmes: 2009, 2011
  - Bronzérmes: 2008